# 주주평등의 원칙
주주평등의 원칙(株主平等의 原則) 혹은 주식평등의 원칙은 주주가 소유하는 주식수를 기준으로 평등대우를 하는 것을 말하는 상법상의 원칙이다.

## 조문

##### 제369조 (의결권)
①의결권은 1주마다 1개로 한다.
②회사가 가진 자기주식은 의결권이 없다.
③회사, 모회사 및 자회사 또는 자회사가 다른 회사의 발행주식의 총수의 10분의 1을 초과하는 주식을 가지고 있는 경우 그 다른 회사가 가지고 있는 회사 또는 모회사의 주식은 의결권이 없다.<신설 1984.4.10>

##### 제418조 (신주인수권의 내용 및 배정일의 지정·공고)
①주주는 그가 가진 주식 수에 따라서 신주의 배정을 받을 권리가 있다. <개정 2001.7.24>
②회사는 제1항의 규정에 불구하고 정관에 정하는 바에 따라 주주 외의 자에게 신주를 배정할 수 있다. 다만, 이 경우에는 신기술의 도입, 재무구조의 개선 등 회사의 경영상 목적을 달성하기 위하여 필요한 경우에 한한다. <신설 2001.7.24>
③회사는 일정한 날을 정하여 그 날에 주주명부에 기재된 주주가 제1항의 권리를 가진다는 뜻과 신주인수권을 양도할 수 있을 경우에는 그 뜻을, 그 날의 2주간전에 공고하여야 한다. 그러나 그 날이 제354조제1항의 기간중인 때에는 그 기간의 초일의 2주간전에 공고하여야 한다.<신설 1984.4.10>

##### 제464조 (이익등의 배당의 기준)
이익이나 이자의 배당은 각주주가 가진 주식의 수에 따라 지급한다. 그러나 제344조제1항의 규정을 적용하는 경우에는 그러하지 아니하다.

##### 제538조 (잔여재산의 분배)
잔여재산은 각 주주가 가진 주식의 수에 따라 주주에게 분배하여야 한다. 그러나 제344조제1항의 규정을 적용하는 경우에는 그러하지 아니하다.

## 판례
- 회사가 직원들을 유상증자에 참여시키면서 퇴직시 출자 손실금을 전액 보번해 주기로 약정한 경우, 그러한 내용으 '손실보전합의 및 퇴직금 특례지급기준'은 유상증자에 참여하여 주주의 지위를 갖게 될 회사의 직원들에게 퇴직시 그 출자 손실금을 전액 보전해 주는 것을 내용으로 하고 있어서 회사가 주주에 대하여 투하자본의 회수를 전대적으로 보장하는 셈이 되고 다른 주주들에게 인정되지 않는 우월한 권리를 부여하는 것으로서 주주평등의 원칙에 위반되어 무효이다.[1]
- 주주총회에서 대주주에게는 30프로, 소주주에게는 33프로의 이익배당을 하기로 경의한 것은 대주주가 자기들이 배당받을 몫의 일부를 떼내어 소수주주들에게 고루 나누어 주기로 한 것이니, 이는 주주가 스스로 그 배당받을 권리를 포기하거나 양도하는 것과 마찬가지여서 상법에 위반된다고 할 수 없다[2].

## 같이 보기
- 주주
- 의결권